# Dirades conifera
Dirades conifera är en fjärilsart som beskrevs av Moore 1887. Dirades conifera ingår i släktet Dirades och familjen Uraniidae. Inga underarter finns listade i Catalogue of Life.